# Georg Marco
Georg Marco (ur. 29 listopada 1863 w Czerniowcach, zm. 29 sierpnia 1923 w Wiedniu) – austriacki mistrz i publicysta szachowy przełomu stuleci.

## Kariera szachowa
Początkowo gracz kafejek szachowych, a następnie uczestnik turniejów międzynarodowych. Zwycięzca turnieju w Wiedniu w 1895, zajmował również drugie (Londyn 1899, Moskwa 1907) i trzecie (Wiedeń 1897 i 1904, Sztokholm 1912) miejsca. Poniżej wyniki w meczach:
- 1893, Carl Schlechter – remis 5-5
- 1894, Carl Schlechter – remis 5½-5½
- 1901, Adolf Albin – wygrana Marco 6-4
- 1904, Dawid Janowski – wygrana Janowskiego 4-2 (mecz tematyczny: gambit królewski)

Grę Marco charakteryzował solidny styl gry, stąd częste w jego partiach remisy. W swoich najlepszych latach mieścił się w pierwszej dziesiątce szachistów na świecie (według rankingu Chessmetrics najlepsze miejsce – ósme – zajmował 1 lipca 1906). Współredaktor "Wiener Schachzeitung" w latach 1898 - 1914,
autor licznych ksiąg turniejowych, współautor wydawnictwa "Meister des Problems" (Wiedeń 1924).